# Ludwik Lewandowski (malarz)
Ludwik Lewandowski (ur. 1879 w Warszawie, zm. 1934 w Paryżu) – polski malarz tworzący od 1913 we Francji.
Naukę rozpoczął w pracowni Bolesława Syrewicza, od 1891 przez rok uczył się w Warszawskiej Szkole Rysunkowej prowadzonej przez Wojciecha Gersona. Po otrzymaniu stypendium artystycznego wyjechał kontynuować naukę w Paryżu, od 1913 zamieszkał tam na stałe. W Paryżu uczestniczył w wystawach organizowanych przez polskie środowisko artystyczne, był członkiem Towarzystwa Artystów Polskich.
Twórczość Ludwika Lewandowskiego dzieli się na dwa rozdziały, w Polsce tematyką jego obrazów były sceny rodzajowe, krajobrazy oraz studium postaci w oparciu o motywy ludowe. Na emigracji uwieczniał pejzaże, widoki architektoniczne oraz sceny rodzajowe zawierające motywy teatralne lub cyrkowe.